# Carabus hortensis
El carábido de jardín (Carabus hortensis) es una especie de coleóptero adéfago perteneciente a la familia Carabidae. Habita en Europa pero es muy raro en el extremo sudoeste. Es común en el  Este de Europa.

## Descripción
Alcanza un tamaño de 23-28 mm de longitud. Es muy parecido a Carabus nemoralis. Es un depredador nocturno atrapan su presa, que pueden ser otros insectos, larvas de insectos, caracoles y gusanos.  Durante el día se puede encontrar debajo de las piedras, cortezas de árboles o similares.